# Hirske
Hirske (ukrajinsky Гірське; rusky Горское – Gorskoje) je městečko v Luhanské oblasti na Ukrajině. Leží zhruba 64 kilometrů na severozápad od Luhanska a nedaleko na sever od Pervomajska, pod který ze správního hlediska patří. V roce 2013 mělo Hirske přes deset tisíc obyvatel.